# Nasiru Moro
Nasiru Moro (* 24. September 1996) ist ein ghanaischer Fußballspieler. Der Innenverteidiger ist seit 2018 für HNK Gorica in der ersten kroatischen Fußballliga (1. HNL) aktiv.

## Karriere
Nasiru Moro debütierte in der 1. HNL für HNK Gorica gegen Slaven Belupo am 21. Oktober 2018.